# Natufisk kultur
Den natufiske kultur var en epipalæolitisk kultur, der eksisterede fra 12.500 til 9.500 f.Kr. i Levanten i det østlige Middelhav. Usædvanligt for perioden før indførelse af agerbruget var kulturen fastboende, eller semi-fastboende. De natufiske samfund kan være forfædre til opretterne af de første neolitiske bosættelser i regionen, som kan have været de tidligste i verden. Noget tyder på bevidst dyrkning af korn især rug på Abu Hureyra, stedet for tidligste tegn på agerbruget i verden. Generelt udnyttede natufiere imidlertid vildt korn. De jagede dyr, herunder gazeller. I henhold til Christy G. Turner II, er der en arkæologisk og fysisk antropologisk årsag til en forbindelse mellem de moderne semitisketalende populationer i Levanten og natufierne.
Udtrykket "natufisk" blev skabt af Dorothy Garrod, som udforskede Shuqba-hulen i Wadi en-Natuf i de vestlige judæiske bjerge omtrent halvvejs mellem Tel Aviv og Ramallah.

## Datering
Kulstof 14-datering placerer kulturen fra slutningen af pleistocæn til begyndelsen af holocæn (fra 12.500 til 9.500 f.Kr.)
Perioden er almindeligt delt i to perioder: tidlig natufisk tid (12.500-10.800 f.Kr.) og sen natufisk tid (10,800-9.500 f.Kr.). Den sene natufiske tid opstod sandsynligvis i tilknytning til yngre dryas (10.800 til 9.500 f.Kr.). Levanten er hjemsted for mere end hundrede slags korn, frugter, nødder og andre spiselige plantedele, og floraen i Levanten var i natufisk tid ikke det tørre, golde, og tornede landskab som i dag, men snarere skov.

## Forgængere og tilknyttede kulturer
Den natufiske tid udviklede sig i samme region som det kebaranske kompleks, og betragtes generelt som en efterfølger, der er udviklet fra i det mindste nogle elementer i den tidligere kultur. Der var også andre kulturer i regionen som mushabikulturen i Negev og Sinai, som undertiden skelnes fra kebaransk, og til tider ses som en del af udviklingen af natufisk kultur.
Generelt har der været diskussion om ligheder mellem disse kulturer med dem, der findes i kystnære Nordafrika. Graeme Barker bemærker, at der er ".. ligheder i de respektive arkæologiske optegnelser om natufisk kultur i Levanten og nutidige finsnittere i kystnære Nordafrika på tværs af grænsen mellem sen pleistocæn og tidlig holocæn."
Ofer Bar-Yosef har fremført, at der er tegn på påvirkning fra Nordafrika til Levanten, med henvisning til microburin teknik og "mikrolitiske former som hvælvede bakte bladelets og La Mouillah spidser." Men nyere forskning har vist, at tilstedeværelsen af hvælvede backed bladelets, La Mouillah spidser og brug af den microburine teknik var allerede tydelig i nebekisk industri i den østlige Levant. [9] og Maher et al. mener, at "Mange teknologiske nuancer, der ofte er blevet fremhævet som signifikante under natufisk tid allerede var til stede under den tidlige og mellemste epipalæolitiske tid og i de fleste tilfælde ikke repræsenterer noget væsensforskelligt i viden, tradition eller adfærd."
Forfattere som Christopher Ehret har bygget på den beskedne dokumentation af at udvikle scenarier for intensivt brug af planter først i Nordafrika, som en forløber for udviklingen af sandt landbrug i den Frugtbare Halvmåne, men de forslag betragtes som yderst spekulative, til nordafrikansk arkæologiske beviser kan samles. Faktisk har Weiss et al. vist, at den tidligst kendte intensive brug af planter var i Levanten for 23.000 år siden på Ohalo II lokaliteten. Antropologen C. Loring Brace har i en nylig undersøgelse af kraniometriske egenskaber også været i stand til at identificere en "klar forbindelse" til Afrikas befolkninger syd for Sahara (fra tidlige natufiere baseret på hans observation af grove anatomiske ligheder med bevarede populationer fundet primært i Sahara). Brace mener, at disse befolkninger senere blev assimilerede ind i den bredere kontinuum af sydvestlige asiatiske befolkninger.
Ifølge Bar-Yosef og Belfer-Cohen, "ser det ud til, at visse preadaptive træk, der er udviklet allerede af kebaranske og geometrisk kebaranske populationer i Middelhavets parkskove, spillede en vigtig rolle i fremkomsten af det nye socioøkonomiske system, kendt som den natufiske kultur."

## Bosættelser
Bosættelser forekommer i skovbæltet, hvor eg og pistacia-arter dominerer. Væksten i underskoven for denne åbne skov var græs med høje frekvenser af korn. De høje bjerge i Libanon og Anti-Libanon, steppeområderne i Negev-ørkenen i Israel og Sinai, og den syrisk-arabiske ørken i øst var langt mindre begunstigede for natufisk bosættelse, formentlig på grund af både deres lavere bæreevne og tilstedeværelsen af andre grupper af jægere og samlere der udnyttede denne region.
Boligerne i natufisk tid er semi-underjordiske, ofte med et fundament af soltørrede sten. Overbygningen blev sandsynligvis lavet af kvas. Ingen spor af lersten er fundet, som det blev almindeligt i den følgende før-keramiske neolitiske A (PPNA). De runde huse har en diameter på mellem tre og seks meter, og de indeholder et centralt rundt eller subrektangulært ildsted. I Ain Mallaha er der identificeret spor af stolpehuller. "Landsbyer" kan dække mere end 1000 kvadratmeter. Mindre bosættelser er fortolket som lejre. Spor af ombygning i næsten alle udgravede bosættelser synes at pege på en hyppig flytning, hvilket indikerer en midlertidig opgivelse af bosættelsen. Bosættelser er blevet anslået til at huse 100-150 mennesker, men der er tre kategorier: små, mellemstore og store, der spænder fra 15 m2 til 1000 m2. Der er ingen konkrete indikationer på lagerfaciliteter.

## Stenteknologi
Natufisk kultur havde en mikrolitisk industri, baseret på korte vinger og bladelets. Den mikroburinske teknik blev anvendt. Geometriske mikrolitter inkluderer lunates, trapezer og trekanter. Der er også ryggede klinger. En særlig type af retouchering (Helwan-retouchering) er karakteristisk for tidlig natufiske tid. I sen natufisk tid blev Harif-spidser en typisk pilespids lavet af et almindeligt knivblad almindelig i Negev. Nogle forskere har brugt den til at definere en separat kultur (harifisk kultur).
Segl optræder for første gang. Det karakteristiske segl-skær viser, at de blev anvendt til at skære silikatrige stilke af korn og er et indirekte bevis for begyndende landbrug. Skaftglattejern lavet af jordsten angiver en praksis med bueskydning. Der er også tunge skålkværne af jordsten.

## Andre fund
Der var en rig benindustri, herunder harpuner og fiskekroge. Sten og ben blev bearbejdet til vedhæng og andre smykker. Der er et par menneskefigurer lavet af kalksten (El-Wad, Ain Mallaha, Ain Sakhri), men den foretrukne genstand for repræsentativ kunst synes at have været dyr. Beholdere af strudsæggeskal er fundet i Negev.

## Levevis
De natufiske mennesker levede af jagt og samling. Bevarelsen af planterester er dårlig på grund af jordbundsforholdene, men vilde korn, bælgfrugter, mandler, agern og pistacienødder kan have været indsamlet. Dyreknogler viser, at gazelle (Gazella Gazella og Gazella subgutturosa) var det vigtigste bytte. Også hjorte, urokse og vildsvin blev jaget i steppezonen, samt onager og caprids (ibex). Vandfugle og ferskvandsfisk udgjorde en del af kosten i Jordanflodens dal. Dyreknogler fra Salibiya I (12.300 - 10.800 f.Kr.) er blevet fortolket som bevis for fælles jagter med net.

## Tæmning af hunden
Det er natufiske steder, man har fundet nogle af de tidligste arkæologiske beviser på domesticering af hunden. På fundstedet Ain Mallaha i Israel dateret til 12.000 f.Kr. blev resterne af et ældre menneske og en fire til fem måneder gammel hvalp fundet begravet sammen. På et andet natufisk fundsted, Hayonim-hulen, lå mennesker begravet med to dyr af hundefamilien.